# Palatul Fenyves din Arad

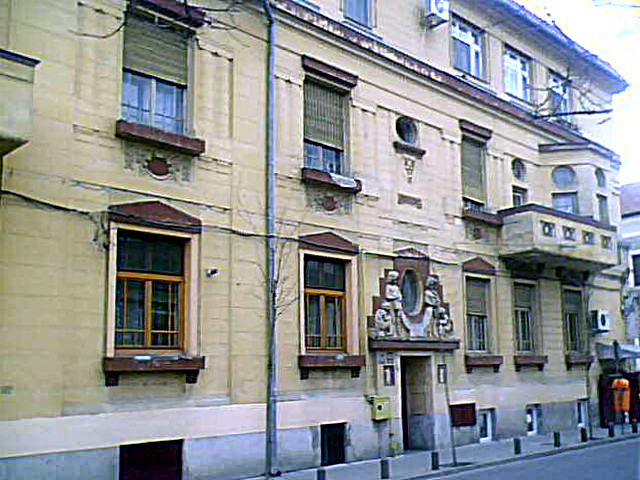

Palatul Fenyves din Arad este o clădire P+1 cu mansardă parțială pe colț. Edificiul a fost ridicat în anul 1912 după planurile proprii ale arhitectului Karoly Fenyves. 
Clădirea impune prin grupul statuar de deasupra porții și desfășurarea de la etaj a balcoanelor cu balustradă din zid, bow-window și logia de colț, dominate de semnul masoneriei ușor profilat în tencuială, amplasat deasupra deschiderii ovale de deasupra porții pietonale.
Clădirea este declarată monument istoric cu codul LMI AR-II-m-B-00521.